# Имам, Сильвана
Сильвана Имам (швед. Silvana Imam, род. 19 сентября 1986, Клайпеда) — шведская хип-хоп-исполнительница сирийско-литовского(жемайтского) происхождения.

## Биография
Мать Сильваны — лингвист из Самогитии, Литва, отец — адвокат и журналист из Сирии. Некоторое время их семья жила в Плунге, но когда Сильване было четыре года, они переехали в Швецию и год проживали в городе Кируне. После этого переехали в пригород Стокгольма, где Сильвана училась и играла в баскетбол.
После окончания школы Сильвана временно работала учителем, а затем поехала работать моделью в Нью-Йорке. Вернувшись в Швецию, в 2012 году получила степень магистра в области психологии и английского языка в Стокгольмском университете.
В 2012 году присоединилась к хип-хоп коллективу RMH, а в мае 2013 года выпустила дебютный альбом Rekviem на лейбле Playground Music. В альбом вошла песня «Blomstertid, igen», записанная совместно с группой Min stora sorg.
В мае 2014 года вышел EP När du ser mig — Se dig, после чего летом 2014 года отправилась в тур Jag ser dig по Швеции.
В январе 2015 года подписывает контракт с лейблом Refune Records Себастьяна Ингроссо, после чего в апреле 2015 года выходит второй EP Jag dör för dig и Сильвана отправляется в новый тур по Швеции.
15 октября 2015 года стала гостьей премьерного эпизода шоу Edit: Dirawi популярной ведущей Гины Дирави. В том же месяце появилась в шоу Nästa Nivå («Следующий уровень») телеканала Aftonbladet TV, в котором обсуждала рэп с хип-хоп исполнителем Sebbe Staxx.
В октябре 2016 года было объявлено, что Сильвана сыграет на 31-м фестивале Eurosonic Noorderslag в Гронингене, Нидерланды.
28 октября 2016 года Хокан Хелльстрём совместно с Nisj выпустил ремикс песни «Du fria», в записи которого была задействована Сильвана. Летом 2017 года они сыграли песню на нескольких концертах Хокана.
Сильвана сотрудничала со многими другими музыкантами, например, в песнях «Det här är inte mitt land» Thomas Stenström, «Guldtänder» Jaqe, а также в ремиксе «Höru Mej Bae» Michel Dida наравне с Cherrie, Sabina Ddumba, Seinabo Sey и Mapei.
15 сентября 2017 года вышел документальный фильм «Сильвана — разбудите меня, когда проснётесь» (Silvana — väck mig när ni vaknat) режиссёров Mika Gustafson, Olivia Kastebring и Christina Tsiobanelis.
В своих текстах Сильвана описывает себя «Ван Гогом рэпа», «Либераче рэпа», «Тарантино рэпа».

## Награды и номинации
В 2012 году номинирована в категории «Лучший новый исполнитель» премии Kingsizegalan.
В феврале 2015 года получила награды «Гомосексуал года» по версии QX Gaygalan и «Лучшее живое выступление» по версии Manifestgalan.
В ноябре 2015 года победила в категории «Поэт-песенник года» премии Musikförläggarnas pris.
16 января 2016 года выиграла награду за лучшее живое выступление премии P3 Guldgalan.

## Активизм
Совместно с художницей Ханной Киш (Hanna Kisch), антирасистской платформой This is Sweden, а также по инициативе организации Make Equal Сильвана курировала выставку «Nonsense Warrior» в музее исполнительских искусств Scenkonstmuseet в Стокгольме. Выставка представляла собой социально-критический проект с привлечением различных художников и проведением сопутствующих мероприятий.
В сентябре 2017 года вышла антология «Дети третьего мира» (Third Culture Kids), в которой Сильвана была задействована вместе с 40 другими авторами — ныне живущими в Швеции детьми иммигрантов из третьих стран.

## Личная жизнь
Сильвана состоит в отношениях с певицей Беатрис Эли (Beatrice Eli), с которой совместно выступила под именем Vierge Moderne в июне 2015 года в Гётеборге. Название Vierge Moderne было заимствовано из стихотворения шведоязычной финской поэтессы Эдит Сёдергран.

## Дискография
- 2013 — Rekviem
- 2014 — När du ser mig — Se dig (EP)
- 2015 — Jag dör för dig (EP)
- 2016 — Naturkraft